# Озёра Германии
Это список озёр в Германии. Самое большое и самое глубокое озеро на территории Германии - Боденское озеро, хотя его части находятся в Австрии и Швейцарии. Крупнейшим полностью немецким озером является Мюриц в Мекленбургском озерном районе.

## Список по алфавиту
Ниже приведен список некоторых наиболее крупных озер в Германии:
- Аазе
- Аммерзе
- Альстер
- Бальденайзе
- Белер-Зе
- Боденское озеро
- Богензе
- Дамба Шпремберг
- Дикзе
- Древицер-Зе
- Готензе
- Грибницзе
- Гринерикзе
- Гросер-Альпзе
- Гросер-Ойтинер-Зе
- Гросер-Плёнер-Зе
- Гросер-Штехлинзе
- Закровер
- Зенфтенбергер-Зе
- Келлерзе
- Кемнадер-Зе
- Кеттвигер-Зе
- Кёнигсзе
- Кимзе
- Клайнер-Плёнер-Зе
- Кохельзе
- Куммеровер-Зе
- Лахер-Зе
- Липницзе
- Макс-Айт-Зе
- Мёнезе
- Мюггельзе
- Мюриц
- Оберзе
- Отто-Майглер-Зе
- Плауэр-Зе
- Полезе
- Рисерзе
- Руппинер-Зе
- Форггензе
- Фунтензе
- Харкортзе
- Хенгстайзе
- Шальзе
- Шверинер-Зе
- Швиловзе
- Швилохзе
- Шлирзе
- Шлухзе
- Шпитцингзе
- Штайн
- Штарнбергер-Зе
- Штёльпхензе
- Штоккзе
- Эльбогензе
- Юнгфернзе

## Крупнейшие немецкие озера
| Название         | Оригинальное название | Земля, территория                    | Площадь, км² | Объём, км³ | Глубина, м | Расположение |
| ---------------- | --------------------- | ------------------------------------ | ------------ | ---------- | ---------- | ------------ |
| Боденское озеро  | Bodensee              | Баден-Вюртемберг, Австрия, Швейцария | 536,0        | 48         | 251        |              |
| Мюриц            | Müritz                | Мекленбург-Передняя Померания        | 112,6        | 0,737      | 31         |              |
| Кимзе            | Chiemsee              | Бавария                              | 79,9         | 2,04784    | 73,4       |              |
| Шверинер-Зе      | Schweriner See        | Мекленбург-Передняя Померания        | 61,54        | 0,787      | 52,4       |              |
| Штарнбергер-Зе   | Starnberger See       | Бавария                              | 56,36        | 2,99892    | 127,8      |              |
| Аммерзе          | Ammersee              | Бавария                              | 46,6         | 1,75001    | 81,1       |              |
| Плауэр-Зе        | Plauer See            | Мекленбург-Передняя Померания        | 38,4         | 0,300      | 25,5       |              |
| Куммеровер-Зе    | Kummerower See        | Мекленбург-Передняя Померания        | 32,55        | 0,26296    | 23,3       |              |
| Штайнхудер Мер   | Steinhuder Meer       | Нижняя Саксония                      | 29,1         | 0,042      | 2,9        |              |
| Гросер-Плёнер-Зе | Großer Plöner See     | Шлезвиг-Гольштейн                    | 28,4         | 0,3846     | 56,2       |              |

## Озёра по объему
| Название         | Оригинальное название | Земля, территория                                 | Объём, км³ | Глубина, м | Площадь, км² | Расположение |
| ---------------- | --------------------- | ------------------------------------------------- | ---------- | ---------- | ------------ | ------------ |
| Боденское озеро  | Bodensee              | Баден-Вюртемберг, Австрия, Швейцария              | 48         | 251        | 536,0        |              |
| Штарнбергер-Зе   | Starnberger See       | Бавария                                           | 3,0        | 127,8      | 56,36        |              |
| Кимзе            | Chiemsee              | Бавария                                           | 2,05       | 73,4       | 79,9         |              |
| Аммерзе          | Ammersee              | Бавария                                           | 1,75       | 81,1       | 46,6         |              |
| Вальхензе        | Walchensee            | Бавария                                           | 1,30       | 190        | 16,3         |              |
| Шверинер-Зе      | Schweriner See        | Мекленбург-Передняя Померания                     | 0,79       | 52,4       | 61,5         |              |
| Мюриц            | Müritz                | Мекленбург-Передняя Померания                     | 0,74       | 31         | 112,6        |              |
| Кёнигсзе         | Königssee             | Бавария                                           | 0,51       | 190,0      | 5,2          |              |
| Гайзельтальзе    | Geiseltalsee          | Саксония-Анхальт                                  | 0,42       | 78,0       | 18,4         |              |
| Шальзе           | Schaalsee             | Шлезвиг-Гольштейн Мекленбург — Передняя Померания | 0,39       | 71,5       | 23,5         |              |
| Гросер-Плёнер-Зе | Großer Plöner See     | Шлезвиг-Гольштейн                                 | 0,38       | 56,2       | 28,4         |              |
| Тегернзе         | Tegernsee             | Бавария                                           | 0,32       | 72,6       | 8,9          |              |
| Толензезе        | Tollensesee           | Мекленбург-Передняя Померания                     | 0,31       | 31,2       | 19,9         |              |
| Плауэр-Зе        | Plauer See            | Мекленбург-Передняя Померания                     | 0,30       | 25,5       | 38,4         |              |
| Куммеровер-Зе    | Kummerower See        | Мекленбург-Передняя Померания                     | 0,26       | 23,3       | 32,55        |              |

## Самые глубокие немецкие озера
| Название              | Оригинальное название    | Земля, территория                                 | Глубина, м | Площадь, км² | Объём, км³ | Расположение |
| --------------------- | ------------------------ | ------------------------------------------------- | ---------- | ------------ | ---------- | ------------ |
| Боденское озеро       | Bodensee                 | Баден-Вюртемберг, Австрия, Швейцария              | 251        | 536,0        | 48         |              |
| Вальхензе             | Walchensee               | Бавария                                           | 190        | 16,267       | 1,2997     |              |
| Кёнигсзе              | Königssee                | Бавария                                           | 190        | 5,218        | 0,51179    |              |
| Штарнбергер-Зе        | Starnberger See          | Бавария                                           | 127,7      | 56           | 2,99892    |              |
| Аммерзе               | Ammersee                 | Бавария                                           | 81,1       | 46,6         | 1,75001    |              |
| Гайзельтальзе         | Geiseltalsee             | Саксония-Анхальт                                  | 78,0       | 18,4         | 0,423      |              |
| Штайнбрухзе Вильдшютц | Steinbruchsee Wildschütz | Саксония                                          | 74,0       | 0,8          | ???        |              |
| Кимзе                 | Chiemsee                 | Бавария                                           | 72,7       | 80           | 2,04784    |              |
| Тегернзе              | Tegernsee                | Бавария                                           | 72,6       | 8,934        | 0,32309    |              |
| Пульфермар            | Pulvermaar               | Рейнланд-Пфальц                                   | 72         | 0,385        | ???        |              |
| Шальзе                | Schaalsee                | Шлезвиг-Гольштейн Мекленбург — Передняя Померания | 72         | 23,5         | 0,391      |              |